# Martin Malterer

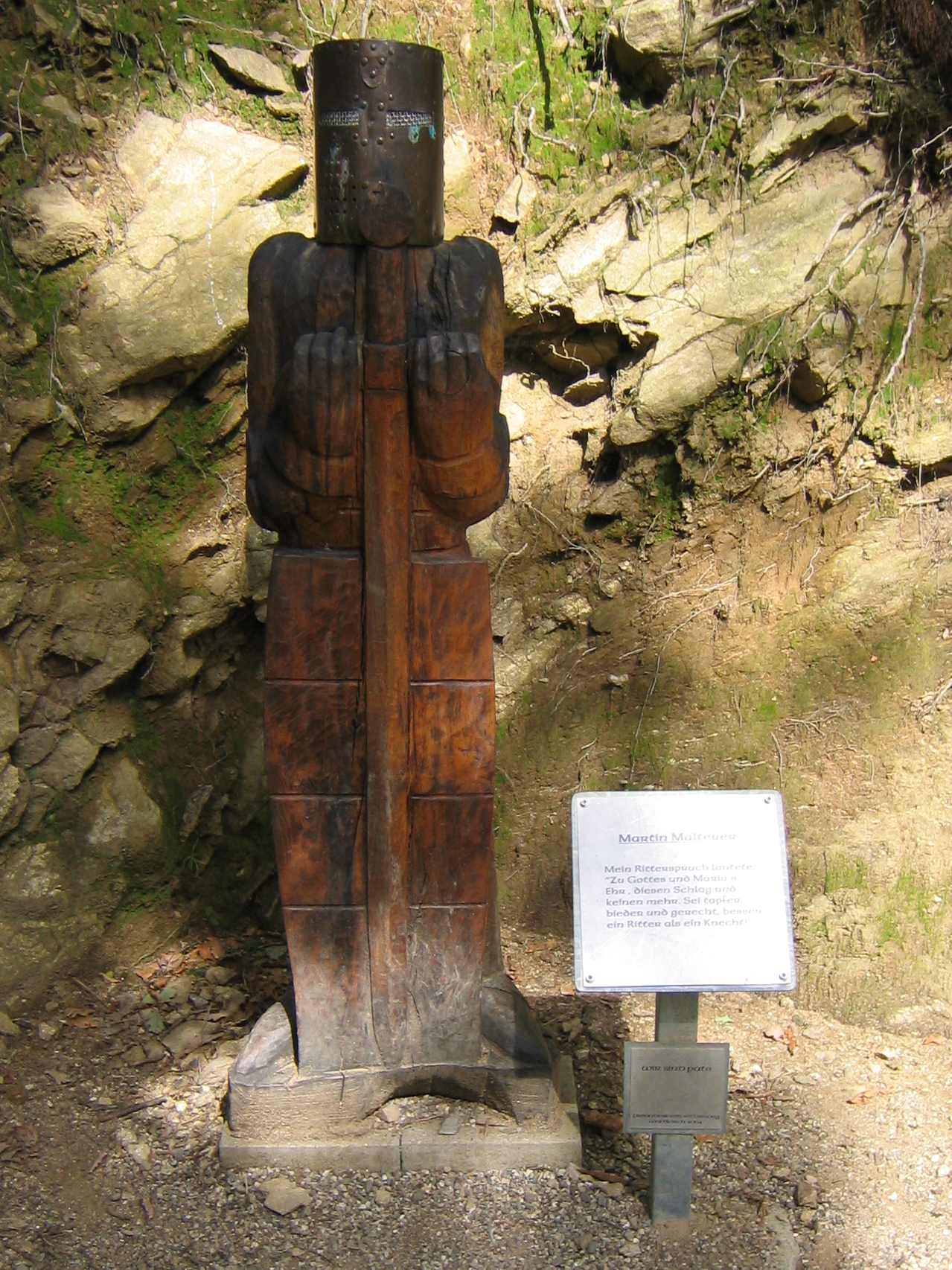
Holzfigur von Martin Malterer auf dem Weg zur Waldkircher Kastelburg

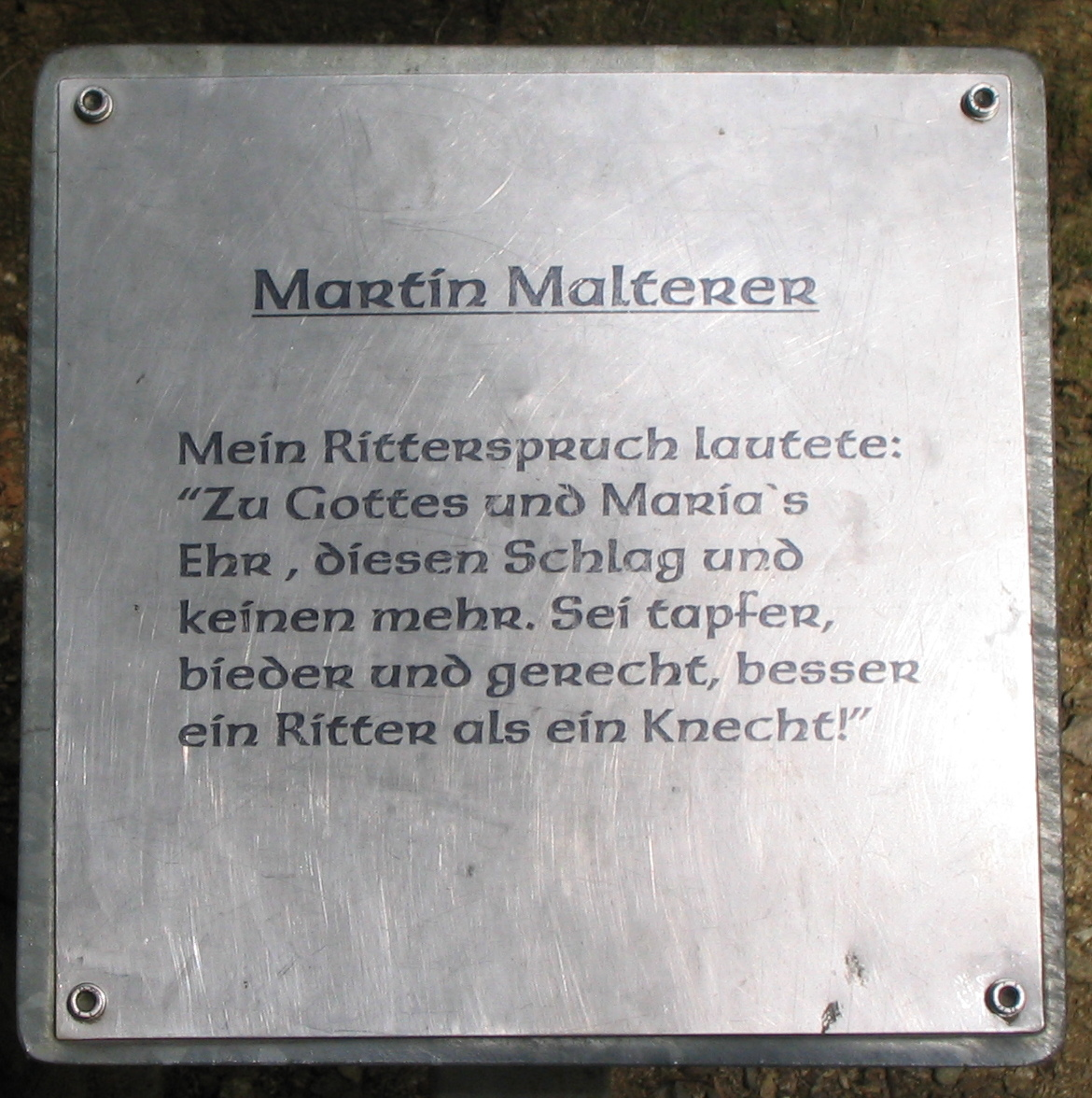
Tafel zur Holzfigur

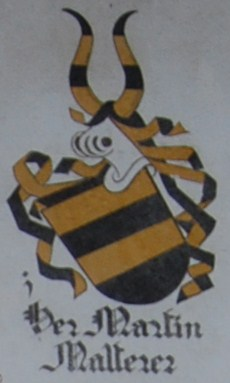
Wappen des Martin Malterer

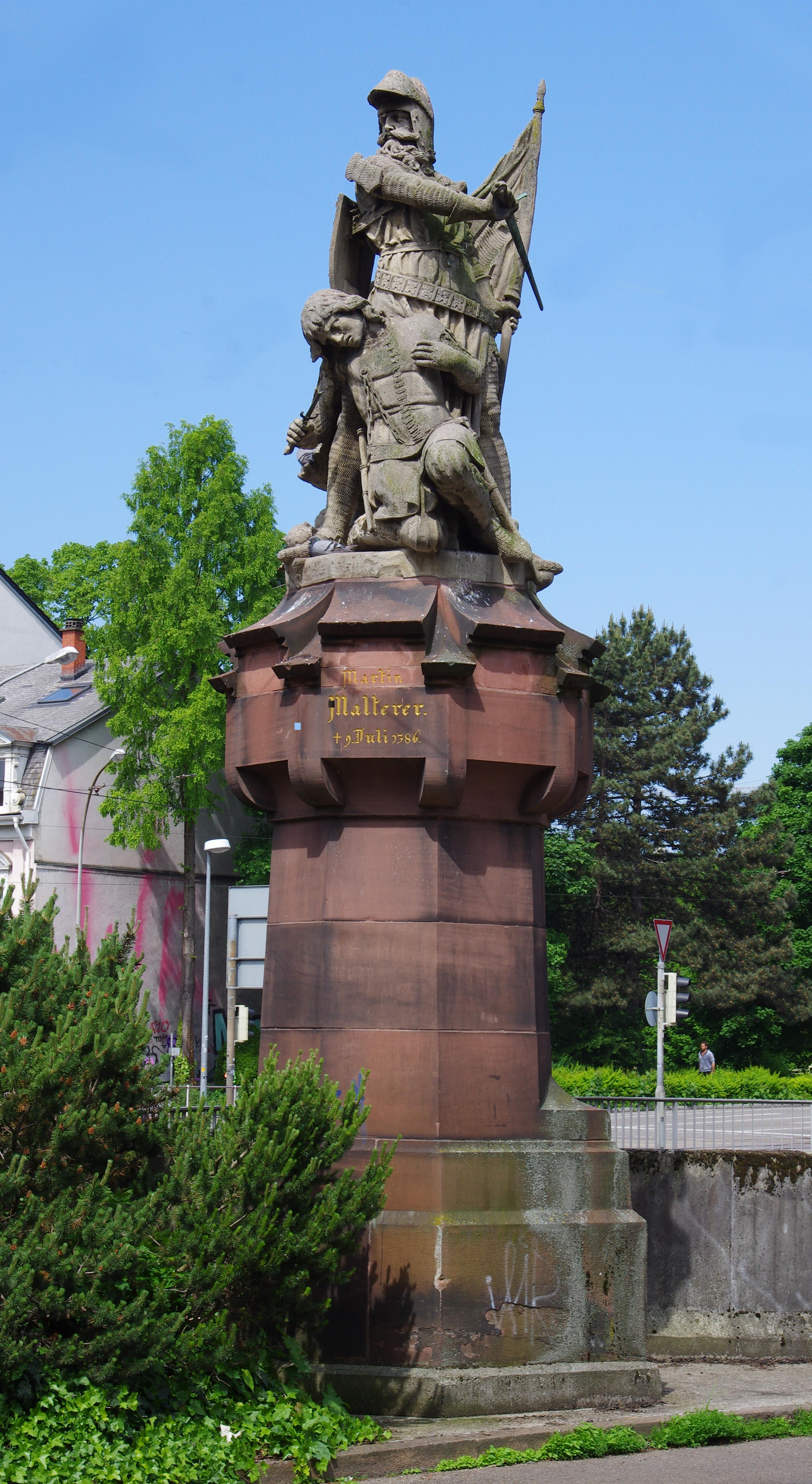
Malterer-Statue auf der Schwabentorbrücke

Martin Malterer († 9. Juli 1386) war ein Ritter aus Freiburg im Breisgau.

## Familiärer Hintergrund
Martin Malterer entstammte dem reichen Freiburger Patriziergeschlecht Malterer. Sein Vater Johannes Malterer war der Stifter des Maltererteppichs, der sich heute im Augustinermuseum befindet. Für diesen verbürgte sich 1336 auch Johann von Liebegg vor dem Rat von Luzern. Seine Mutter Gisela von Kaysersberg († 22. Dezember 1381) stammte mütterlicherseits aus der Familie Snewelin. Im Jahr 1354 kaufte sein Vater Johannes die Herrschaft Kastelburg für 2140 Silberlinge, die später seinem Sohn Martin übertragen wurde.

## Leben
Martin Malterer wohnte auf der Kastelburg über Waldkirch, an der er auch Umbauten vornahm, und war mit Anna von Thierstein, der Tochter des Grafen Walram von Thierstein, verheiratet. Mit ihr hatte er vier Töchter, die später Anteile an der Gemeinen Teilherrschaft Riegel erben sollten, jedoch keinen Sohn. Er gehörte der Gesellschaft mit dem Löwen an, einer am 17. Oktober 1379 gegründeten Adelsgesellschaft.
Von 1356 bis 1386 waren eine Reihe baden-hachbergischer Orte an Martin Malterer verpfändet, so Emmendingen mit der Hochburg und die heute zu Freiamt gehörenden Mußbach, Glashausen, Reichenbach, Nordprechtsberg, Bildstein, Altkeppenbach, Gerlisberg und Hofen. Außerdem besaß er 1381 Kenzingen und die Kirnburg als Pfand.
Im Jahr 1377 trat Malterer in den Dienst von Leopold III. von Habsburg. Damit erreichte er eine weitgehende Befreiung der Herrschaft Kastelburg von österreichischen Lasten und Pflichten. 1379 wurde er Landvogt im Breisgau, im Sundgau und im Elsass.

## Tod und Nachwirkungen
Im Jahr 1386 zog Malterer als persönlicher Beschützer des habsburgischen Erzherzogs Leopold III. und Bannerträger der Freiburger in Richtung Sempach in der Schweizerischen Eidgenossenschaft. In der Schlacht bei Sempach schlugen die Eidgenossen die Habsburger am 9. Juli verheerend, was letztlich zu ihrer Unabhängigkeit vom Hause Habsburg führte.
Die Freiburger Ritterschaft und der Adel zahlten damals einen gewaltigen Blutzoll, Malterer und mehr als 40 Kämpfer kehrten nicht mehr zurück. Der Überlieferung nach fand man Malterer über der Leiche des jungen Erzherzogs liegend.
1386/1387 verlor die Maltererfamilie die Kastelburg, da keine männlichen Erben Malterers vorhanden waren. Die Burg wurde Gegenstand abenteuerlicher Vergaben und Verpfändungen der Habsburger.
Auf der Schwabentorbrücke in Freiburg erinnert eine Statue des Bildhauers Julius Seitz an Martin Malterer. Im 1945 zerstörten Buntglasgemälde der Schlacht bei Sempach von Fritz Geiges im Freiburger Friedrich-Gymnasium wurde Malterer als Vorbild für Tugendhaftigkeit und Loyalität gegenüber dem Herrscherhaus inszeniert.